# Carlos Sánchez (calciatore 1986)
Carlos Alberto Sánchez Moreno, noto semplicemente come Carlos Sánchez (Quibdó, 6 febbraio 1986), è un ex calciatore colombiano, di ruolo centrocampista.

## Caratteristiche tecniche
Gioca come mediano con caratteristiche difensive, le sue qualità migliori sono l'interdizione e la forza fisica. Nella stagione 2016-17, sotto la guida di Paulo Sousa, è stato impiegato spesso e volentieri nel ruolo di centrale, soprattutto di destra, in una difesa a 3.

## Carriera

### Club
Nel 2003 si è trasferito in Uruguay, militando nelle giovanili del Danubio. Dall'estate 2005 all'estate 2007 ha giocato con la maglia del River Plate Montevideo. Nel luglio 2007 si è trasferito al club francese del Valenciennes e ha fatto il suo esordio il 4 agosto seguente contro il Tolosa. Nel club del Valenciennes è rimasto fino all'agosto 2013, disputando sei stagioni in Ligue 1. Nell'agosto 2013 è passato alla squadra spagnola dell'Elche, con cui ha giocato per un solo anno scendendo in campo in totale in 31 occasioni. Il 15 agosto 2014 si trasferisce in Inghilterra, all'Aston Villa per 4,7 milioni di sterline.
Il 9 agosto 2016 dopo essere retrocesso con l'Aston Villa, la Fiorentina annuncia il suo acquisto in prestito oneroso di 300.000 euro con diritto di riscatto fissato a 3 milioni, che diventerà obbligatorio al raggiungimento del 50% delle presenze. Il 20 agosto 2016 ha fatto il suo esordio con la maglia viola e in Serie A nella partita Juventus-Fiorentina (2-1), subentrando a Milan Badelj nel secondo tempo. La giornata successiva, il 28 agosto 2016, nella partita giocata da titolare al Franchi contro il Chievo Verona, mette a segno il suo primo gol in Serie A. Il suo secondo gol lo segna il 21 gennaio 2018, nella partita in trasferta con la Sampdoria, persa 3-1.
Il 31 gennaio 2018 passa in prestito all'Espanyol.
Terminato il prestito fa ritorno alla Fiorentina, che il 9 agosto 2018 lo cede a titolo definitivo al West Ham Utd.
Il 4 marzo 2021 firma per il Watford.
L'11 settembre 2021 ritorna in patria firmando per il Santa Fe.

### Nazionale
Gioca i Mondiali del 2014 e tre edizioni della Copa América. Convocato per la Copa América Centenario negli Stati Uniti, viene espulso per doppia ammonizione nella semifinale contro il Cile.
Viene convocato per i Mondiali 2018, dov'è protagonista in negativo: nella prima partita con il Giappone (persa 2-1) venendo espulso dopo 3 minuti, ricevendo la prima espulsione assoluta del Mondiale russo; la sua espulsione è la seconda più veloce nella storia della competizione (la più veloce è dell'uruguaiano José Batista, espulso dopo poco più di 50 secondi ai Mondiali dell'86 in una sfida contro la Scozia). Ha ricevuto minacce di morte per via di questo episodio. Nell'ottavo di finale con l'Inghilterra ha invece causato il rigore del provvisorio 1-0 dei Tre Leoni (gara terminata 1-1 dopo i supplementari e persa dai colombiani solo ai rigori).

## Statistiche

### Presenze e reti nei club
Statistiche aggiornate al 25 giugno 2020.
| Stagione            | Squadra             | Campionato          | Campionato | Campionato | Coppe nazionali | Coppe nazionali | Coppe nazionali | Coppe continentali | Coppe continentali | Coppe continentali | Altre coppe | Altre coppe | Altre coppe | Totale | Totale |
| Stagione            | Squadra             | Comp                | Pres       | Reti       | Comp            | Pres            | Reti            | Comp               | Pres               | Reti               | Comp        | Pres        | Reti        | Pres   | Reti   |
| ------------------- | ------------------- | ------------------- | ---------- | ---------- | --------------- | --------------- | --------------- | ------------------ | ------------------ | ------------------ | ----------- | ----------- | ----------- | ------ | ------ |
| 2005-2006           | River Plate         | PD                  | 14         | 0          | -               | -               | -               | -                  | -                  | -                  | -           | -           | -           | 14     | 0      |
| 2006-2007           | River Plate         | PD                  | 26         | 1          | -               | -               | -               | -                  | -                  | -                  | -           | -           | -           | 26     | 1      |
| Totale River Plate  | Totale River Plate  | Totale River Plate  | 40         | 1          |                 | -               | -               |                    | -                  | -                  |             | -           | -           | 40     | 1      |
| 2007-2008           | Valenciennes        | L1                  | 34         | 0          | CF+CdL          | 0+2             | 0               | -                  | -                  | -                  | -           | -           | -           | 36     | 0      |
| 2008-2009           | Valenciennes        | L1                  | 37         | 1          | CF+CdL          | 1+1             | 0               | -                  | -                  | -                  | -           | -           | -           | 39     | 1      |
| 2009-2010           | Valenciennes        | L1                  | 28         | 5          | CF+CdL          | 1+1             | 0               | -                  | -                  | -                  | -           | -           | -           | 30     | 5      |
| 2010-2011           | Valenciennes        | L1                  | 28         | 2          | CF+CdL          | 1+2             | 0               | -                  | -                  | -                  | -           | -           | -           | 31     | 2      |
| 2011-2012           | Valenciennes        | L1                  | 21         | 0          | CF+CL           | 2+0             | 0               | -                  | -                  | -                  | -           | -           | -           | 23     | 0      |
| 2012-2013           | Valenciennes        | L1                  | 30         | 2          | CF+CL           | 0+1             | 0               | -                  | -                  | -                  | -           | -           | -           | 31     | 2      |
| Totale Valenciennes | Totale Valenciennes | Totale Valenciennes | 178        | 10         |                 | 12              | 0               |                    | -                  | -                  |             | -           | -           | 190    | 10     |
| 2013-2014           | Elche               | PD                  | 30         | 0          | CR              | 1               | 0               | -                  | -                  | -                  | -           | -           | -           | 31     | 0      |
| 2014-2015           | Aston Villa         | PL                  | 28         | 1          | FACup+CdL       | 4+1             | 0               | -                  | -                  | -                  | -           | -           | -           | 33     | 1      |
| 2015-2016           | Aston Villa         | PL                  | 20         | 0          | FACup+CdL       | 1+2             | 0               | -                  | -                  | -                  | -           | -           | -           | 23     | 0      |
| Totale Aston Villa  | Totale Aston Villa  | Totale Aston Villa  | 48         | 1          |                 | 8               | 0               |                    | -                  | -                  |             | -           | -           | 56     | 1      |
| 2016-2017           | Fiorentina          | A                   | 31         | 1          | CI              | 2               | 0               | UEL                | 8                  | 0                  | -           | -           | -           | 41     | 1      |
| 2017-gen. 2018      | Fiorentina          | A                   | 9          | 1          | CI              | 2               | 0               | -                  | -                  | -                  | -           | -           | -           | 11     | 1      |
| Totale Fiorentina   | Totale Fiorentina   | Totale Fiorentina   | 40         | 2          |                 | 4               | 0               |                    | 8                  | 0                  | -           | -           | -           | 52     | 2      |
| gen.-giu. 2018      | Espanyol            | PD                  | 14         | 0          | CR              | 0               | 0               | -                  | -                  | -                  | -           | -           | -           | 14     | 0      |
| 2018-2019           | West Ham            | PL                  | 7          | 0          | FACup+CdL       | 0+1             | 0               | -                  | -                  | -                  | -           | -           | -           | 8      | 0      |
| 2019-2020           | West Ham            | PL                  | 6          | 0          | FACup+CdL       | 2+2             | 0               | -                  | -                  | -                  | -           | -           | -           | 10     | 0      |
| Totale West Ham     | Totale West Ham     | Totale West Ham     | 13         | 0          |                 | 5               | 0               |                    | -                  | -                  |             | -           | -           | 18     | 0      |
| 2020-2021           | Watford             | FLC                 | 9          | 0          | FACup+CdL       | 0+0             | 0+0             | -                  | -                  | -                  | -           | -           | -           | 9      | 0      |
| 2021                | Ind. Santa Fe       | A                   | 9          | 1          | CC              | 0               | 0               | -                  | -                  | -                  | SC          | 2           | 0           | 11     | 1      |
| 2022                | Ind. Santa Fe       | A                   | 14         | 1          | CC              | 1               | 0               | -                  | -                  | -                  | -           | -           | -           | 15     | 1      |
| Totale Santa Fe     | Totale Santa Fe     | Totale Santa Fe     | 23         | 2          |                 | 1               | 0               |                    | -                  | -                  |             | 2           | 0           | 26     | 2      |
| Totale carriera     | Totale carriera     | Totale carriera     | 395        | 16         |                 | 31              | 0               |                    | 8                  | 0                  |             | 2           | 0           | 436    | 16     |

### Cronologia presenze e reti in nazionale
| Cronologia completa delle presenze e delle reti in nazionale ― Colombia | Cronologia completa delle presenze e delle reti in nazionale ― Colombia | Cronologia completa delle presenze e delle reti in nazionale ― Colombia | Cronologia completa delle presenze e delle reti in nazionale ― Colombia | Cronologia completa delle presenze e delle reti in nazionale ― Colombia | Cronologia completa delle presenze e delle reti in nazionale ― Colombia | Cronologia completa delle presenze e delle reti in nazionale ― Colombia | Cronologia completa delle presenze e delle reti in nazionale ― Colombia |
| Data                                                                    | Città                                                                   | In casa                                                                 | Risultato                                                               | Ospiti                                                                  | Competizione                                                            | Reti                                                                    | Note                                                                    |
| ----------------------------------------------------------------------- | ----------------------------------------------------------------------- | ----------------------------------------------------------------------- | ----------------------------------------------------------------------- | ----------------------------------------------------------------------- | ----------------------------------------------------------------------- | ----------------------------------------------------------------------- | ----------------------------------------------------------------------- |
| 9-5-2007                                                                | Panama                                                                  | Panama                                                                  | 0 – 4                                                                   | Colombia                                                                | Amichevole                                                              | -                                                                       | 77’                                                                     |
| 8-9-2007                                                                | Lima                                                                    | Perù                                                                    | 2 – 2                                                                   | Colombia                                                                | Amichevole                                                              | -                                                                       |                                                                         |
| 14-10-2007                                                              | Bogotà                                                                  | Colombia                                                                | 1 – 0                                                                   | Paraguay                                                                | Amichevole                                                              | -                                                                       | 82’                                                                     |
| 14-10-2007                                                              | Bogotà                                                                  | Colombia                                                                | 0 – 0                                                                   | Brasile                                                                 | Qual. Mondiali 2010                                                     | -                                                                       |                                                                         |
| 17-10-2007                                                              | La Paz                                                                  | Bolivia                                                                 | 0 – 0                                                                   | Colombia                                                                | Qual. Mondiali 2010                                                     | -                                                                       |                                                                         |
| 17-11-2007                                                              | Bogotà                                                                  | Colombia                                                                | 1 – 0                                                                   | Venezuela                                                               | Qual. Mondiali 2010                                                     | -                                                                       | 71’                                                                     |
| 21-11-2007                                                              | Bogotà                                                                  | Colombia                                                                | 2 – 1                                                                   | Argentina                                                               | Qual. Mondiali 2010                                                     | -                                                                       |                                                                         |
| 26-3-2008                                                               | Fort Lauderdale                                                         | Colombia                                                                | 1 – 2                                                                   | Honduras                                                                | Amichevole                                                              | -                                                                       | 87’                                                                     |
| 29-5-2008                                                               | Londra                                                                  | Irlanda                                                                 | 1 – 0                                                                   | Colombia                                                                | Amichevole                                                              | -                                                                       |                                                                         |
| 3-6-2008                                                                | Saint-Denis                                                             | Francia                                                                 | 1 – 0                                                                   | Colombia                                                                | Amichevole                                                              | -                                                                       | 81’                                                                     |
| 15-6-2008                                                               | Lima                                                                    | Perù                                                                    | 1 – 1                                                                   | Colombia                                                                | Qual. Mondiali 2010                                                     | -                                                                       | 63’                                                                     |
| 19-6-2008                                                               | Quito                                                                   | Ecuador                                                                 | 0 – 0                                                                   | Colombia                                                                | Qual. Mondiali 2010                                                     | -                                                                       | 80’                                                                     |
| 20-8-2008                                                               | East Rutherford                                                         | Colombia                                                                | 0 – 1                                                                   | Ecuador                                                                 | Amichevole                                                              | -                                                                       | 46’                                                                     |
| 7-9-2008                                                                | Bogotà                                                                  | Colombia                                                                | 0 – 1                                                                   | Uruguay                                                                 | Qual. Mondiali 2010                                                     | -                                                                       |                                                                         |
| 11-9-2008                                                               | Santiago del Cile                                                       | Cile                                                                    | 4 – 0                                                                   | Colombia                                                                | Qual. Mondiali 2010                                                     | -                                                                       | 1’                                                                      |
| 9-2-2011                                                                | Madrid                                                                  | Spagna                                                                  | 1 – 0                                                                   | Colombia                                                                | Amichevole                                                              | -                                                                       | 46’                                                                     |
| 26-3-2011                                                               | Madrid                                                                  | Ecuador                                                                 | 0 – 2                                                                   | Colombia                                                                | Amichevole                                                              | -                                                                       |                                                                         |
| 29-3-2011                                                               | L'Aia                                                                   | Cile                                                                    | 2 – 0                                                                   | Colombia                                                                | Amichevole                                                              | -                                                                       | 53’                                                                     |
| 7-7-2011                                                                | Santa Fe                                                                | Argentina                                                               | 0 – 0                                                                   | Colombia                                                                | Coppa America 2011 - 1º turno                                           | -                                                                       |                                                                         |
| 10-7-2011                                                               | Santa Fe                                                                | Colombia                                                                | 2 – 0                                                                   | Bolivia                                                                 | Coppa America 2011 - 1º turno                                           | -                                                                       |                                                                         |
| 16-7-2011                                                               | Córdoba                                                                 | Colombia                                                                | 0 – 2 dts                                                               | Perù                                                                    | Coppa America 2011 - Quarti di finale                                   | -                                                                       | 99’ 112’                                                                |
| 4-9-2011                                                                | Harrison                                                                | Honduras                                                                | 0 – 2                                                                   | Colombia                                                                | Amichevole                                                              | -                                                                       | 82’                                                                     |
| 7-9-2011                                                                | Fort Lauderdale                                                         | Colombia                                                                | 2 – 0                                                                   | Giamaica                                                                | Amichevole                                                              | -                                                                       |                                                                         |
| 11-10-2011                                                              | La Paz                                                                  | Bolivia                                                                 | 1 – 2                                                                   | Colombia                                                                | Qual. Mondiali 2014                                                     | -                                                                       |                                                                         |
| 1-3-2012                                                                | Miami Gardens                                                           | Messico                                                                 | 0 – 2                                                                   | Colombia                                                                | Amichevole                                                              | -                                                                       |                                                                         |
| 4-6-2012                                                                | Lima                                                                    | Perù                                                                    | 0 – 1                                                                   | Colombia                                                                | Qual. Mondiali 2014                                                     | -                                                                       |                                                                         |
| 10-6-2012                                                               | Quito                                                                   | Ecuador                                                                 | 1 – 0                                                                   | Colombia                                                                | Qual. Mondiali 2014                                                     | -                                                                       |                                                                         |
| 7-9-2012                                                                | Barranquilla                                                            | Colombia                                                                | 4 – 0                                                                   | Uruguay                                                                 | Qual. Mondiali 2014                                                     | -                                                                       | 82’                                                                     |
| 11-9-2012                                                               | Santiago del Cile                                                       | Cile                                                                    | 1 – 3                                                                   | Colombia                                                                | Qual. Mondiali 2014                                                     | -                                                                       | 80’                                                                     |
| 12-10-2012                                                              | Barranquilla                                                            | Colombia                                                                | 2 – 0                                                                   | Paraguay                                                                | Qual. Mondiali 2014                                                     | -                                                                       | 75’                                                                     |
| 17-10-2012                                                              | Barranquilla                                                            | Colombia                                                                | 3 – 0                                                                   | Camerun                                                                 | Amichevole                                                              | -                                                                       | 70’                                                                     |
| 15-11-2012                                                              | East Rutherford                                                         | Brasile                                                                 | 1 – 1                                                                   | Colombia                                                                | Amichevole                                                              | -                                                                       |                                                                         |
| 7-2-2013                                                                | Miami Gardens                                                           | Guatemala                                                               | 1 – 4                                                                   | Colombia                                                                | Amichevole                                                              | -                                                                       | 45’                                                                     |
| 8-6-2013                                                                | Buenos Aires                                                            | Argentina                                                               | 0 – 0                                                                   | Colombia                                                                | Qual. Mondiali 2014                                                     | -                                                                       |                                                                         |
| 11-6-2013                                                               | Barranquilla                                                            | Colombia                                                                | 2 – 0                                                                   | Perù                                                                    | Qual. Mondiali 2014                                                     | -                                                                       |                                                                         |
| 14-8-2013                                                               | Barcellona                                                              | Colombia                                                                | 1 – 0                                                                   | Serbia                                                                  | Amichevole                                                              | -                                                                       | 66’                                                                     |
| 7-9-2013                                                                | Barranquilla                                                            | Colombia                                                                | 1 – 0                                                                   | Ecuador                                                                 | Qual. Mondiali 2014                                                     | -                                                                       | 61’                                                                     |
| 11-9-2013                                                               | Montevideo                                                              | Uruguay                                                                 | 2 – 0                                                                   | Colombia                                                                | Qual. Mondiali 2014                                                     | -                                                                       | 86’                                                                     |
| 11-10-2013                                                              | Barranquilla                                                            | Colombia                                                                | 3 – 3                                                                   | Cile                                                                    | Qual. Mondiali 2014                                                     | -                                                                       | 67’                                                                     |
| 16-10-2013                                                              | Asunción                                                                | Paraguay                                                                | 1 – 2                                                                   | Colombia                                                                | Qual. Mondiali 2014                                                     | -                                                                       | 42’                                                                     |
| 14-11-2013                                                              | Bruxelles                                                               | Belgio                                                                  | 0 – 2                                                                   | Colombia                                                                | Amichevole                                                              | -                                                                       | 86’                                                                     |
| 19-11-2013                                                              | Amsterdam                                                               | Paesi Bassi                                                             | 0 – 0                                                                   | Colombia                                                                | Amichevole                                                              | -                                                                       | 75’                                                                     |
| 31-5-2014                                                               | Buenos Aires                                                            | Colombia                                                                | 0 – 0                                                                   | Senegal                                                                 | Amichevole                                                              | -                                                                       | 26’ 45’                                                                 |
| 7-6-2014                                                                | Buenos Aires                                                            | Colombia                                                                | 0 – 0                                                                   | Giordania                                                               | Amichevole                                                              | -                                                                       | 70’                                                                     |
| 14-6-2014                                                               | Belo Horizonte                                                          | Colombia                                                                | 3 – 0                                                                   | Grecia                                                                  | Mondiali 2014 - 1º turno                                                | -                                                                       | 26’                                                                     |
| 19-6-2014                                                               | Brasilia                                                                | Colombia                                                                | 2 – 1                                                                   | Costa d'Avorio                                                          | Mondiali 2014 - 1º turno                                                | -                                                                       |                                                                         |
| 28-6-2014                                                               | Rio de Janeiro                                                          | Colombia                                                                | 2 – 0                                                                   | Uruguay                                                                 | Mondiali 2014 - Ottavi di Finale                                        | -                                                                       |                                                                         |
| 4-7-2014                                                                | Fortaleza                                                               | Brasile                                                                 | 1 – 2                                                                   | Colombia                                                                | Mondiali 2014 - Quarti di Finale                                        | -                                                                       |                                                                         |
| 6-9-2014                                                                | Miami Gardens                                                           | Brasile                                                                 | 1 – 0                                                                   | Colombia                                                                | Amichevole                                                              | -                                                                       | 85’                                                                     |
| 15-10-2014                                                              | Harrison                                                                | Canada                                                                  | 0 – 1                                                                   | Colombia                                                                | Amichevole                                                              | -                                                                       | 86’                                                                     |
| 14-11-2014                                                              | Londra                                                                  | Colombia                                                                | 2 – 1                                                                   | Stati Uniti                                                             | Amichevole                                                              | -                                                                       |                                                                         |
| 18-11-2014                                                              | Lubiana                                                                 | Slovenia                                                                | 0 – 1                                                                   | Colombia                                                                | Amichevole                                                              | -                                                                       | 87’                                                                     |
| 26-3-2015                                                               | Manama                                                                  | Bahrein                                                                 | 0 – 6                                                                   | Colombia                                                                | Amichevole                                                              | -                                                                       |                                                                         |
| 30-3-2015                                                               | Abu Dhabi                                                               | Kuwait                                                                  | 1 – 3                                                                   | Colombia                                                                | Amichevole                                                              | -                                                                       |                                                                         |
| 6-6-2015                                                                | Buenos Aires                                                            | Colombia                                                                | 1 – 0                                                                   | Costa Rica                                                              | Amichevole                                                              | -                                                                       | 30’                                                                     |
| 14-6-2015                                                               | Rancagua                                                                | Colombia                                                                | 0 – 1                                                                   | Venezuela                                                               | Coppa America 2015 - 1º turno                                           | -                                                                       | 54’ 63’                                                                 |
| 18-6-2015                                                               | Santiago del Cile                                                       | Brasile                                                                 | 0 – 1                                                                   | Colombia                                                                | Coppa America 2015 - 1º turno                                           | -                                                                       |                                                                         |
| 21-6-2015                                                               | Temuco                                                                  | Colombia                                                                | 0 – 0                                                                   | Perù                                                                    | Coppa America 2015 - 1º turno                                           | -                                                                       | 64’                                                                     |
| 9-9-2015                                                                | Harrison                                                                | Colombia                                                                | 1 – 1                                                                   | Perù                                                                    | Amichevole                                                              | -                                                                       |                                                                         |
| 8-10-2015                                                               | Barranquilla                                                            | Colombia                                                                | 2 – 0                                                                   | Perù                                                                    | Qual. Mondiali 2018                                                     | -                                                                       | 66’                                                                     |
| 14-10-2015                                                              | Montevideo                                                              | Uruguay                                                                 | 3 – 0                                                                   | Colombia                                                                | Qual. Mondiali 2018                                                     | -                                                                       |                                                                         |
| 13-11-2015                                                              | Santiago del Cile                                                       | Cile                                                                    | 1 – 1                                                                   | Colombia                                                                | Qual. Mondiali 2018                                                     | -                                                                       | 31’ 56’                                                                 |
| 29-5-2016                                                               | Miami                                                                   | Colombia                                                                | 3 – 1                                                                   | Haiti                                                                   | Amichevole                                                              | -                                                                       | 45’                                                                     |
| 4-6-2016                                                                | Santa Clara                                                             | Stati Uniti                                                             | 0 – 2                                                                   | Colombia                                                                | Coppa America Centenario - 1º turno                                     | -                                                                       | 86’                                                                     |
| 12-6-2016                                                               | Houston                                                                 | Colombia                                                                | 2 – 3                                                                   | Costa Rica                                                              | Coppa America Centenario - 1º turno                                     | -                                                                       | Cap.                                                                    |
| 18-6-2016                                                               | East Rutherford                                                         | Perù                                                                    | 0 – 0 (2 – 4 dtr)                                                       | Colombia                                                                | Coppa America Centenario - Quarti di Finale                             | -                                                                       |                                                                         |
| 23-6-2016                                                               | Chicago                                                                 | Colombia                                                                | 0 – 2                                                                   | Cile                                                                    | Coppa America Centenario - Semifinali                                   | -                                                                       | 41’, 57’                                                                |
| 1-9-2016                                                                | Barranquilla                                                            | Colombia                                                                | 2 – 0                                                                   | Venezuela                                                               | Qual. Mondiali 2018                                                     | -                                                                       |                                                                         |
| 7-9-2016                                                                | Manaus                                                                  | Brasile                                                                 | 2 – 1                                                                   | Colombia                                                                | Qual. Mondiali 2018                                                     | -                                                                       |                                                                         |
| 6-10-2016                                                               | Asunción                                                                | Paraguay                                                                | 0 – 1                                                                   | Colombia                                                                | Qual. Mondiali 2018                                                     | -                                                                       |                                                                         |
| 11-10-2016                                                              | Barranquilla                                                            | Colombia                                                                | 2 – 2                                                                   | Uruguay                                                                 | Qual. Mondiali 2018                                                     | -                                                                       |                                                                         |
| 10-11-2016                                                              | Barranquilla                                                            | Colombia                                                                | 0 – 0                                                                   | Cile                                                                    | Qual. Mondiali 2018                                                     | -                                                                       | 46’                                                                     |
| 16-11-2016                                                              | San Juan                                                                | Argentina                                                               | 3 – 0                                                                   | Colombia                                                                | Qual. Mondiali 2018                                                     | -                                                                       |                                                                         |
| 23-3-2017                                                               | Barranquilla                                                            | Colombia                                                                | 1 – 0                                                                   | Bolivia                                                                 | Qual. Mondiali 2018                                                     | -                                                                       |                                                                         |
| 28-3-2017                                                               | Quito                                                                   | Ecuador                                                                 | 0 – 2                                                                   | Colombia                                                                | Qual. Mondiali 2018                                                     | -                                                                       |                                                                         |
| 7-6-2017                                                                | Murcia                                                                  | Spagna                                                                  | 2 – 2                                                                   | Colombia                                                                | Amichevole                                                              | -                                                                       | 67’                                                                     |
| 13-6-2017                                                               | Getafe                                                                  | Senegal                                                                 | 0 – 4                                                                   | Colombia                                                                | Amichevole                                                              | -                                                                       | 19’                                                                     |
| 31-8-2017                                                               | San Cristóbal                                                           | Venezuela                                                               | 0 – 0                                                                   | Colombia                                                                | Qual. Mondiali 2018                                                     | -                                                                       | 75’                                                                     |
| 5-9-2017                                                                | Barranquilla                                                            | Colombia                                                                | 1 – 1                                                                   | Brasile                                                                 | Qual. Mondiali 2018                                                     | -                                                                       |                                                                         |
| 6-10-2017                                                               | Barranquilla                                                            | Colombia                                                                | 1 – 2                                                                   | Paraguay                                                                | Qual. Mondiali 2018                                                     | -                                                                       |                                                                         |
| 11-10-2017                                                              | Lima                                                                    | Perù                                                                    | 1 – 1                                                                   | Colombia                                                                | Qual. Mondiali 2018                                                     | -                                                                       |                                                                         |
| 10-11-2017                                                              | Suwon                                                                   | Corea del Sud                                                           | 2 – 1                                                                   | Colombia                                                                | Amichevole                                                              | -                                                                       |                                                                         |
| 14-11-2017                                                              | Chongqing                                                               | Cina                                                                    | 0 – 4                                                                   | Colombia                                                                | Amichevole                                                              | -                                                                       |                                                                         |
| 23-3-2018                                                               | Saint-Denis                                                             | Francia                                                                 | 2 – 3                                                                   | Colombia                                                                | Amichevole                                                              | -                                                                       |                                                                         |
| 1-6-2018                                                                | Bergamo                                                                 | Egitto                                                                  | 0 – 0                                                                   | Colombia                                                                | Amichevole                                                              | -                                                                       |                                                                         |
| 19-6-2018                                                               | Saransk                                                                 | Colombia                                                                | 1 – 2                                                                   | Giappone                                                                | Mondiali 2018 - 1º turno                                                | -                                                                       | 4’                                                                      |
| 28-6-2018                                                               | Samara                                                                  | Senegal                                                                 | 0 – 1                                                                   | Colombia                                                                | Mondiali 2018 - 1º turno                                                | -                                                                       |                                                                         |
| 3-7-2018                                                                | Mosca                                                                   | Colombia                                                                | 1 – 1 dts (3 – 4 dtr)                                                   | Inghilterra                                                             | Mondiali 2018 - Ottavi di finale                                        | -                                                                       | 54’ 79’                                                                 |
| Totale                                                                  |                                                                         | Presenze (7º posto)                                                     | 88                                                                      |                                                                         | Reti                                                                    | 0                                                                       |                                                                         |